# Declaração de Praga sobre Consciência Europeia e Comunismo
A Declaração de Praga sobre Consciência Europeia e Comunismo (também conhecida como a Declaração de Praga), firmada em 3 de junho de 2008, foi uma declaração patrocinada pelo governo tcheco e assinada por políticos europeus de destaque, ex-presos políticos e historiadores — entre eles Václav Havel e Joachim Gauck — a qual apelou para "a condenação dos — e a educação sobre os — crimes do comunismo em toda a Europa". Essa declaração concluiu os trabalhos da conferência Consciência Europeia e Comunismo, uma conferência internacional ocorrida no senado tcheco entre os dias 2 e 3 Junho de 2008, sediada pelo Comitê de Educação, Ciência, Cultura, Direitos Humanos e Petições do Senado, sob os auspícios de Alexandr Vondra, vice-primeiro-ministro da República Tcheca para Assuntos Europeus, e organizada pela então deputada Jana Hybášková e pelo senador Martin Mejstřík em cooperação com o Governo da República Tcheca, o Instituto para o Estudo dos Regimes Totalitários e a Fundação Robert Schuman do Partido Popular Europeu.
A intenção fundamental da declaração foi levar "a todo europeu o entendimento de que os regimes totalitários nazista e comunista [...] devem ser considerados os principais desastres do século XX". Além do apoio do Parlamento Europeu — particularmente na sua Resolução sobre Consciência Europeia e o Totalitarismo —, suas propostas receberam também o apoio de outros órgãos da União Europeia, dos governos de vários países europeus afetados pelo regime totalitário comunista e pela ocupação soviética, e da Organização para a Segurança e Cooperação na Europa.
A conferência sobre a Consciência Europeia e Comunismo recebeu cartas de apoio do presidente Nicolas Sarkozy (França), de Margaret Thatcher (Reino Unido), do secretário de Estado Jason Kenney (Canadá) e do ex-conselheiro de Segurança Nacional Zbigniew Brzezinski (Estados Unidos).
A declaração foi precedida pela Audiência Pública Europeia sobre Crimes Cometidos por Regimes Totalitários e é parte de um processo mais amplo, tanto em nível europeu quanto internacional, com vista a atingir objetivos semelhantes.
Até o momento, a proposta mais visível estabelecida pela declaração foi a adoção do Dia Europeu da Memória das Vítimas do Estalinismo e do Nazismo (o 23 de Agosto, conhecido em alguns países como o "Dia da Fita Preta"). Esse dia foi adotado pela União Europeia e pela Organização para a Segurança e Cooperação na Europa como o dia internacional da lembrança das vítimas de regimes totalitários, a fim de "preservar a memória das vítimas das deportações e dos extermínios em massa, enraizando, ao mesmo tempo, mais firmemente a democracia e reforçando a paz e a estabilidade" no continente europeu. Em 14 de outubro de 2011, a Plataforma da Memória e da Consciência Europeias — um projeto educacional da UE para aumentar a conscientização sobre os crimes totalitários e para combater a intolerância, o extremismo, e os movimentos anti-democráticos — foi criada pelos governos do Grupo de Visegrád e por certo número de instituições europeias governamentais e ONGs, como uma iniciativa da presidência polaca da UE e na sequência de decisões por parte do Parlamento Europeu e do Conselho da UE que apoiam o projeto.

## A Declaração
A declaração cita:
1. "levar a toda Europa o entendimento de que os regimes totalitários nazista e comunista precisam ser julgados por seus próprios e terríveis méritos, isto é, por suas políticas destrutivas impostas mediante a aplicação sistemática de formas extremas de terror e a supressão de todas as liberdades civis e humanas, pela eclosão de guerras agressivas e — como parte inseparável de suas ideologias — pelo extermínio e deportação de nações inteiras e de grandes grupos populacionais; e por tudo isso tais regimes devem ser considerados os principais desastres que macularam o século XX"
2. "o reconhecimento de que muitos crimes cometidos em nome do comunismo devem ser considerados crimes contra a humanidade, servindo portanto como um aviso para as gerações futuras, tal como os crimes nazistas foram considerados pelo Tribunal de Nuremberg"
3. "a formulação de uma abordagem comum sobre os crimes dos regimes totalitários, nomeadamente dos Regimes Comunistas, e a ampliação em toda a Europa da consciência relativa a esses crimes comunistas, definindo claramente uma atitude comum para com eles"
4. "a introdução de legislação que dê permissão aos tribunais para julgar e punir os perpetradores dos crimes comunistas e compensar suas vítimas"
5. "garantir o princípio da igualdade de tratamento e não discriminação das vítimas de todos os regimes totalitários"
6. "a pressão europeia e internacional para a condenação efetiva dos crimes comunistas do passado e para a luta eficaz contra os crimes comunistas em curso"
7. "o reconhecimento do comunismo como parte integrante e terrível da história comum da Europa"
8. "a aceitação da responsabilidade pan-europeia nos crimes cometidos pelo comunismo"
9. "estabelecimento do dia 23 de Agosto, o dia da assinatura do pacto Hitler-Stalin, conhecido como o Pacto Molotov-Ribbentrop, como o dia de recordação das vítimas de ambos os regimes totalitários, os regimes nazista e comunista, tal como a Europa recorda as vítimas do Holocausto em 27 de janeiro "
10. "atitudes responsáveis dos Parlamentos Nacionais no que se refere ao reconhecimento dos crimes comunistas como crimes contra a humanidade, levando a uma legislação apropriada, e ao monitoramento parlamentar dessa legislação"
11. "um debate público eficaz sobre o uso comercial e político indevido dos símbolos comunistas"
12. "a continuação das audiências da Comissão Europeia sobre as vítimas de regimes totalitários, com vista à elaboração de uma comunicação da Comissão"
13. "o estabelecimento em países europeus, que tenham sido governados por regimes comunistas totalitários, de comitês compostos por peritos independentes, com a tarefa de recolher e avaliar informações sobre as violações dos direitos humanos a nível nacional sob o regime comunista totalitário, com vistas a colaborar estreitamente com um comitê de especialistas do Conselho da Europa"
14. "assegurar um quadro jurídico internacional claro visando um acesso livre e irrestrito aos arquivos que contêm informações sobre os crimes do comunismo"
15. "a criação de um Instituto da Memória e Consciência Europeias"
16. "a organização de uma conferência internacional sobre os crimes cometidos pelos regimes comunistas totalitários, com a participação de representantes de governos, parlamentares, acadêmicos, especialistas e ONGs, com resultados a serem amplamente divulgados em todo o mundo"
17. "o ajuste e revisão de livros de história da Europa para que as crianças possam aprender e ser alertadas sobre o comunismo e seus crimes, tal como são ensinadas a avaliar os crimes nazistas"
18. "o debate amplo e minucioso em toda a Europa da história e do legado comunista"
19. "a comemoração conjunta no próximo ano do 20º aniversário da queda do Muro de Berlim, do massacre da Praça Tiananmen e das mortes na Romênia"

A declaração cita a Resolução 1481 do Conselho da Europa, bem como "resoluções sobre os crimes comunistas adotadas por vários Parlamentos nacionais". A Declaração foi precedida pela Audiência Pública Europeia sobre Crimes Cometidos por Regimes Totalitários.